# Ansião
Ansião és un municipi portuguès, situat al districte de Leiria, a la regió del Centre i a la subregió de Pinhal Interior Norte. L'any 2006 tenia 13.635 habitants. Limita al nord-est amb Penela, a l'est amb Figueiró dos Vinhos, al sud amb Alvaiázere, a l'oest amb Pombal i al nord-oest amb Soure.

## Població
| Població del concelho d'Ansião (1801 – 2004) | Població del concelho d'Ansião (1801 – 2004) | Població del concelho d'Ansião (1801 – 2004) | Població del concelho d'Ansião (1801 – 2004) | Població del concelho d'Ansião (1801 – 2004) | Població del concelho d'Ansião (1801 – 2004) | Població del concelho d'Ansião (1801 – 2004) | Població del concelho d'Ansião (1801 – 2004) | Població del concelho d'Ansião (1801 – 2004) |
| -------------------------------------------- | -------------------------------------------- | -------------------------------------------- | -------------------------------------------- | -------------------------------------------- | -------------------------------------------- | -------------------------------------------- | -------------------------------------------- | -------------------------------------------- |
| 1801                                         | 1849                                         | 1900                                         | 1930                                         | 1960                                         | 1981                                         | 1991                                         | 2001                                         | 2004                                         |
| 1.502                                        | 4.940                                        | 13.562                                       | 15.543                                       | 17.268                                       | 15.446                                       | 14.029                                       | 13.719                                       | 13.673                                       |

## Freguesies
- Alvorge
- Ansião
- Avelar
- Chão de Couce
- Lagarteira
- Pousaflores
- Santiago da Guarda
- Torre de Vale de Todos